# Doroșenkove, Iampil
Doroșenkove (în ucraineană Дорошенкове) este un sat în comuna Doroșivka din raionul Iampil, regiunea Sumî, Ucraina.

## Demografie
Componența lingvistică a localității Doroșenkove
     Ucraineană (100%)
Conform recensământului din 2001, toată populația localității Doroșenkove era vorbitoare de ucraineană (100%).